# 夏威夷電力實業

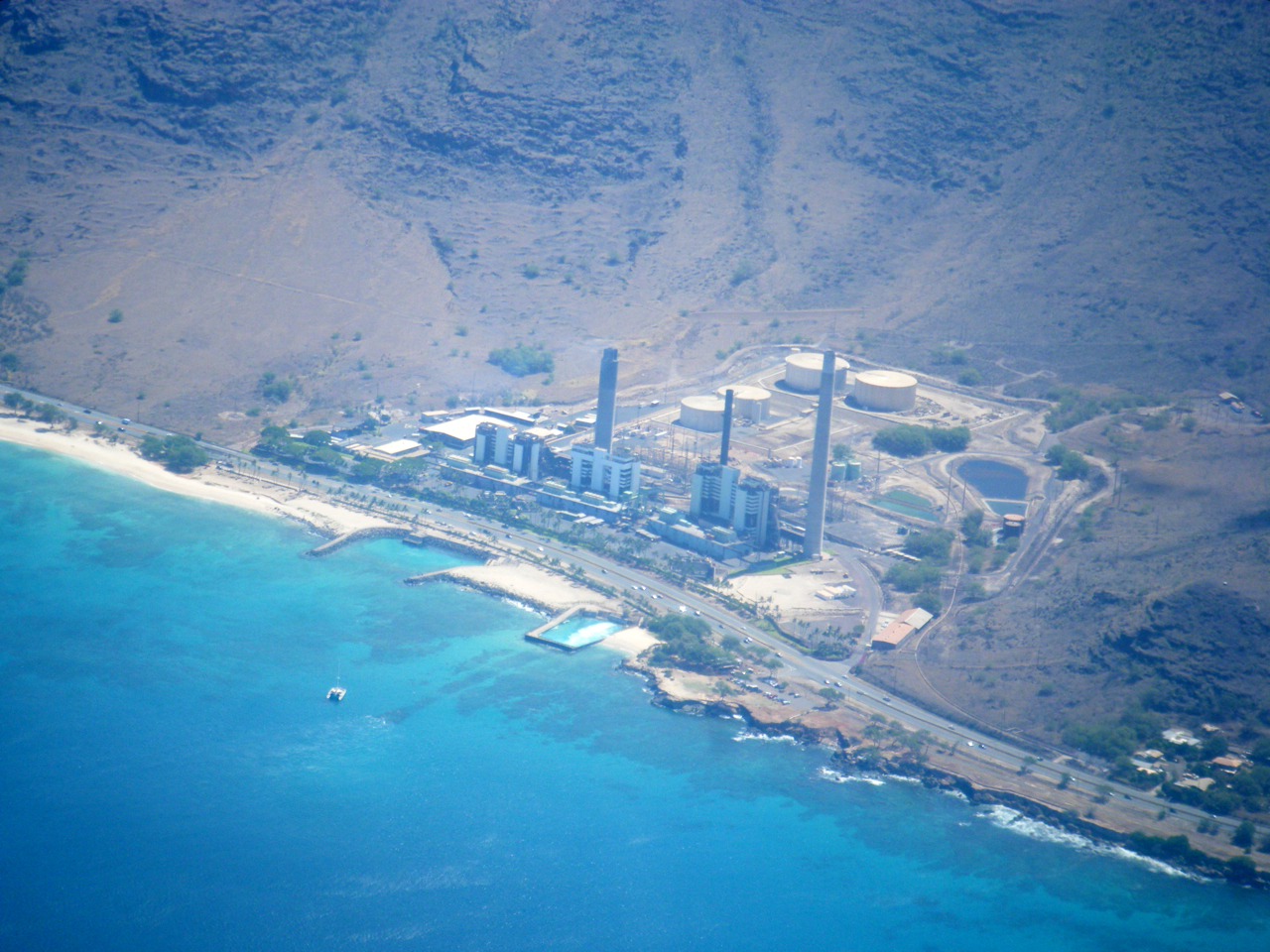
位於夏威夷西欧胡岛的發電設施。

夏威夷電力實業股份有限公司，簡稱夏威夷電力實業或（英文）Hawaiian Electric Industries Inc（：HE），是在1891年創立。屬於夏威夷最大電力公司。
除了電力、發電外，還經營金融業務，包括美利堅儲蓄銀行等。其中是由考艾島公共事業合作社出資的。
2014年12月3日美國十大電力公司之一新時代能源（NextEra Energy）將以26.3億美元股票與現金購併夏威夷電力實業，扣除銀行事業以外，並概括承受夏威夷電力實業約17億美元債務，總計約43億美元，夏威夷電力實業所屬的美國儲蓄銀行（American Savings Bank）則將分割成為獨立公司。2016年7月18日，在公用事业委员会不批准该交易后，宣布取消合并。

## 外部連結
- hei.com （页面存档备份，存于）